# Maria Trusz-Gluza
Maria Trusz-Gluza (ur. 1941) – polska kardiolog, profesor nauk medycznych.

## Życiorys
Jest absolwentką Śląskiej Akademii Medycznej w Katowicach, w 1996 r. uzyskała tytuł profesora nauk medycznych. Była pracownikiem naukowym w I Katedrze i Klinice Kardiologii na Wydziale Lekarskim Śląskiego Uniwersytetu Medycznego w Katowicach.
Została członkiem zarządu Polskiego Towarzystwa Kardiologicznego.